# Discografia de Sia
Sia é uma cantora e compositora australiana. Ela lançou seis álbuns de estúdio, dois álbuns ao vivo, trinta e quatro singles (incluindo onze como artista convidada) e dezessete vídeos musicais.

## Álbuns

### Álbuns de estúdio
| OnlySee - Lançamento: 1997 - Gravadora(s): Flavoured Records - Formato(s): CD                                                               | —  | —  | —  | —  | —  | —  | - AUS: 1.200                                      |                                                                                    |
| Healing is Difficult - Lançamento: 9 de julho de 2001 - Gravadora(s): Columbia - Formato(s): CD                                             | 99 | —  | —  | —  | —  | —  |                                                   |                                                                                    |
| Colour the Small One - Lançamento: 12 de janeiro de 2004 - Gravadora(s): Systematic, Go! Beat - Formato(s): CD, download digital            | —  | —  | —  | —  | —  | —  |                                                   |                                                                                    |
| Some People Have Real Problems - Lançado: 8 de janeiro de 2008 - Gravadora(s): Monkey Puzzle, Hear Music - Formato(s): CD, download digital | 41 | —  | 58 | —  | —  | 26 |                                                   | - AUS: Ouro                                                                        |
| We Are Born - Lançamento: 18 de junho de 2010 - Gravadora(s): Monkey Puzzle - Formato(s): CD, download digital, LP                          | 2  | 60 | 42 | 73 | —  | 37 |                                                   | - AUS: Ouro                                                                        |
| 1000 Forms of Fear - Lançamento: 4 de julho de 2014 - Gravadora(s): Monkey Puzzle, RCA - Formato(s): CD, download digital, LP               | 1  | 1  | 1  | 30 | 1  | 1  | - EUA: 500,000 - UK: 300,000 - Mundo : 2,000,000  | - AUS: Platina - SUE: Platina - EUA: Ouro - CAN: Ouro - UK: Platina - FRA: Platina |
| This Is Acting - Lançamento: 29 de janeiro de 2016 - Gravadora(s): Monkey Puzzle, RCA - Formato(s): CD, download digital, LP                | 1  | 3  | 3  | 14 | 5  | 4  | - EUA: 1,000,000 - UK: 300,000 - Mundo: 2,500,000 | - AUS: Ouro - UK: Ouro - CAN: Ouro - EUA: Platina - FRA: Platina                   |
| Everyday Is Christmas - Lançamento: 17 de novembro de 2017 - Gravadora(s): Monkey Puzzle, RCA - Formato(s): CD, download digital, LP        | 7  | 8  | 39 | 38 | 22 | 27 | - EUA: 100,000 - UK: 40,000 - Mundo: 500,000      |                                                                                    |
| "—" indica uma obra que não entrou na tabela musical.                                                                                       |    |    |    |    |    |    |                                                   |                                                                                    |

### Álbuns de compilação
| Detalhes do álbum                                                                                               | Vendas | Certificações |
| --- | ------ | ------------- |
| Best Of... - Lançamento: 30 de março de 2012 - Gravadora(s): Inertia Records - Formato(s): CD, download digital |        |               |

### Álbuns ao vivo
| Obra                                                    | Certificações | Vendas | Detalhes da obra                                                                                |
| ------------------------------------------------------- | ------------- | ------ | ----------------------------------------------------------------------------------------------- |
| Lady Croissant                                          |               |        | - Lançamento: 3 de abril de 2007 - Gravadora(s): Astralwerks - Formato(s): CD, download digital |
| iTunes Live from Sydney                                 |               |        | - Lançamento: 4 de maio de 2009 - Gravadora(s): Monkey Puzzle - Formato(s): Download digital    |
| iTunes Live – ARIA Concert Series                       |               |        | - Lançamento: 11 de maio de 2010 - Gravadora(s): Monkey Puzzle - Formato(s): Download digital   |
| The We Meaning You Tour (Copenhagen 12.05.2010)         |               |        | - Lançamento: 19 de julho de 2010 - Gravadora(s): Monkey Puzzle - Formato(s): CD                |
| The We Meaning Your Tour, Live at Roundhouse 27.05.2010 |               |        | - Lançamento: 19 de julho de 2010 - Gravadora(s): Monkey Puzzle - Formato(s): CD                |
| Spotify SESSIONS                                        |               |        | - Lançamento: 08 de abril de 2016 - Gravadora(s): Monkey Puzzle - Formato(s): Streaming         |

### Álbuns de vídeo
| Obra            | Detalhes da obra                                                              |
| --------------- | ----------------------------------------------------------------------------- |
| TV is My Parent | - Lançamento: 19 de maio de 2009 - Gravadora(s): Hear Music - Formato(s): DVD |

## Singles

### Como artista principal
| 2000                                                  | "Taken for Granted"                                 | 100 | —  | —   | —  | — | —   | —   | | Healing is Difficult                                   |
| 2000                                                  | "Little Man"                                        | —   | —  | —   | —  | — | —   | —   | | Healing is Difficult                                   |
| 2001                                                  | "Drink to Get Drunk" (Different Gear vs. Sia)       | —   | —  | —   | —  | — | —   | —   | | Healing is Difficult                                   |
| 2004                                                  | "Don't Bring Me Down"                               | —   | —  | —   | —  | — | —   | —   | | Colour the Small One                                   |
| 2004                                                  | "Breathe Me"                                        | —   | —  | 81  | —  | — | —   | —   | - DEN: Ouro | Colour the Small One                                   |
| 2004                                                  | "Where I Belong"                                    | —   | —  | —   | —  | — | —   | —   | | Colour the Small One                                   |
| 2005                                                  | "Numb"                                              | —   | —  | —   | —  | — | —   | —   | | Colour the Small One                                   |
| 2007                                                  | "Day Too Soon"                                      | —   | —  | —   | —  | — | —   | —   | | Some People Have Real Problems                         |
| 2008                                                  | "The Girl You Lost to Cocaine"                      | —   | —  | —   | —  | — | —   | —   | | Some People Have Real Problems                         |
| 2008                                                  | "Soon We'll Be Found"                               | 89  | —  | —   | —  | — | —   | —   | | Some People Have Real Problems                         |
| 2008                                                  | "Buttons"                                           | 67  | —  | —   | —  | — | —   | —   | | Some People Have Real Problems                         |
| 2009                                                  | "You've Changed"                                    | 31  | —  | —   | —  | — | —   | —   | | We Are Born                                            |
| 2011                                                  | "Under the Milky Way"                               | —   | —  | —   | —  | — | —   | —   | | single sem álbum                                       |
| 2011                                                  | "Clap Your Hands"                                   | 17  | —  | —   | —  | — | —   | —   | | We Are Born                                            |
| 2011                                                  | "Bring Night"                                       | 99  | —  | —   | —  | — | —   | —   | | We Are Born                                            |
| 2011                                                  | "I'm in Here"                                       | —   | —  | —   | —  | — | —   | —   | | We Are Born                                            |
| 2013                                                  | "Elastic Heart" (com The Weeknd e Diplo)            | 67  | —  | —   | —  | 7 | —   | 61  | - NZ: Platina - DEN: Platina | The Hunger Games: Catching Fire                        |
| 2014                                                  | "Chandelier"                                        | 2   | 6  | 1   | 10 | 3 | 8   | 6   | - AUS: 5× Platina - UK: 2× Platina - EUA: 3× Platina - NZ: 2× Platina - CAN: 3× Platina - FRA: Diamante - ALE: Platina - ITA: 4× Platina | 1000 Forms of Fear                                     |
| 2014                                                  | "Big Girls Cry"                                     | 16  | —  | 18  | —  | — | 103 | 77  | - AUS: Platina | 1000 Forms of Fear                                     |
| 2014                                                  | "You're Never Fully Dressed Without a Smile"        | 71  | —  | —   | —  | — | —   | —   | | Annie                                                  |
| 2014                                                  | "Opportunity"                                       | —   | —  | —   | —  | — | —   | —   | | Annie                                                  |
| 2015                                                  | "Elastic Heart" (versão solo)                       | 5   | 7  | 23  | 29 | — | 17  | 10  | - AUS: 3× Platina - CAN: Platina - UK: Platina - EUA: 2× Platina - ITA: 2× Platina                                                       | 1000 Forms of Fear                                     |
| 2015                                                  | "Fire Meet Gasoline"                                | 60  | —  | 39  | 85 | — | —   | 193 | | 1000 Forms of Fear                                     |
| 2015                                                  | "Alive"                                             | 10  | 28 | 17  | 3  | 6 | 56  | 30  | - AUS: Ouro - CAN: Platina - ITA: Ouro - UK: Prata                                                                                       | This Is Acting                                         |
| 2016                                                  | "Cheap Thrills" (Versões solo ou com Sean Paul)     | 6   | 1  | 1   | 1  | 3 | 1   | 2   | - AUS: 3× Platina - UK: 2× Platina - NZ: 2× Platina - CAN: 2× Platina - EUA: 2× Platina - ITA: 7× Platina - ALE: 3× Ouro - POL: Diamante | This Is Acting                                         |
| 2016                                                  | "The Greatest" (Versões solo ou com Kendrick Lamar) | 2   | 6  | 3   | 3  | 5 | 18  | 5   | - AUS: Platina - UK: Ouro - NZ: Platina - CAN: Ouro - ITA: 2× Platina - EUA: Ouro - ALE: Ouro                                            | This Is Acting                                         |
| 2016                                                  | "Never Give Up"                                     | 29  | —  | 27  | 8  | — | —   | —   | - ARIA: Ouro | Lion (Trilha sonora original de filme)                 |
| 2016                                                  | "Angel by the Wings"                                | —   | —  | —   | —  | — | —   | —   | | The Eagle Huntress                                     |
| 2017                                                  | "Move Your Body"                                    | 34  | 82 | 62  | —  | — | —   | 59  | - GLF: Ouro | This Is Acting                                         |
| 2017                                                  | "To Be Human" (com Labrinth)                        | —   | —  | 117 | —  | — | —   | —   | | Wonder Woman (Trilha sonora do filme Mulher-Maravilha) |
| "—" indica uma obra que não entrou na tabela musical. |                                                     |     |    |     |    |   |     |     | |                                                        |

### Como artista convidada
| 2001                                                  | "Destiny" (Zero 7 com Sia e Sophia Barker)                      | —  | —  | —  | —  | —  | —  |                                                                                       | Simple Things            |
| 2004                                                  | "Somersault" (Zero 7 com Sia)                                   |    |    |    |    |    |    |                                                                                       | When It Falls            |
| 2011                                                  | "I'll Forget You" (Lior com Sia)                                | —  | —  | —  | —  | —  | —  |                                                                                       | Corner of an Edless Road |
| 2011                                                  | "I Love It" (Hilltop Hoods com Sia)                             | 6  | —  | —  | —  | —  | —  | - AUS: 3× Platina                                                                     | Drinking from the Sun    |
| 2011                                                  | "Titanium" (David Guetta com Sia)                               | 5  | 7  | 3  | 5  | 3  | 7  | - AUS: 5× Platina - UK: 2× Platina - EUA: 2× Platina - NZ: 2× Platina - FRA: Diamante | Nothing but the Beat     |
| 2011                                                  | "Wild Ones" (Flo Rida com Sia)                                  | 1  | 1  | 11 | 6  | 1  | 5  | - AUS: 7× Platina - UK: Platina - EUA: 3× Platina - NZ: 2× Platina                    | Wild Ones                |
| 2012                                                  | "Wild One Two" (Jack Back com David Guetta, Nicky Romero e Sia) | 52 | —  | —  | 65 | —  | —  |                                                                                       | Single sem álbum         |
| 2012                                                  | "She Wolf (Falling to Pieces)" (David Guetta com Sia)           | 11 | 35 | 4  | 3  | 19 | —  | - AUS: 2× Platina - UK: Prata - FRA: Ouro                                             | Nothing but the Beat 2.0 |
| 2014                                                  | "Battle Cry" (Angel Haze com Sia)                               | —  | —  | —  | —  | —  | —  |                                                                                       | Dirty Gold               |
| 2014                                                  | "Guts Over Fear" (Eminem com Sia)                               | 29 | 9  | 10 | 35 | 22 | 22 |                                                                                       | Shady XV                 |
| 2015                                                  | "Wolves" (Kanye West com Sia e Vic Mensa)                       | —  | —  | —  | —  | —  | —  |                                                                                       | So Help Me God           |
| 2015                                                  | "Déjà Vu" (Giorgio Moroder com Sia)                             | —  | —  | —  | —  | —  | —  |                                                                                       | Déjà Vu                  |
| 2015                                                  | "Golden" (Travie McCoy com Sia)                                 | 4  | —  | —  | —  | 20 | —  | - ARIA: Platina                                                                       | Rough Water              |
| 2015                                                  | "Bang My Head" (David Guetta com Sia e Fetty Wap)               | 21 | —  | 3  | 24 | 19 | 76 | - RMNZ: Platina - BPI: Prata                                                          | Listen                   |
| 2016                                                  | "Je te pardonne" (Maître Gims com Sia)                          | —  | —  | 12 | —  | —  | —  |                                                                                       | Mon cœur avait raison    |
| 2016                                                  | "Living out Loud" [KDA Remix] (Brooke Candy featuring Sia)      | —  | —  | —  | —  | —  | —  |                                                                                       | The Daddy Issues         |
| 2017                                                  | "Waterfall" (Stargate featuring Pink and Sia)                   | 19 | 86 | 36 | —  | —  | —  |                                                                                       | —                        |
| "—" indica uma obra que não entrou na tabela musical. |                                                                 |    |    |    |    |    |    |                                                                                       |                          |

## Outras canções
| 2010                                                  | "I Go to Sleep"                        | 32 | —  | —   | —  | —  | —  |            | Some People Have Real Problems                                 |
| 2013                                                  | "Beautiful Pain" (Eminem com Sia)      | 54 | 55 | 114 | 87 | 15 | 99 | - NZ: Ouro | The Marshall Mathers LP 2                                      |
| 2014                                                  | "Burn the Pages"                       | 82 | —  | —   | —  | —  | —  |            | 1000 Forms of Fear                                             |
| 2014                                                  | "The Whisperer" (David Guetta com Sia) | —  | —  | 96  | —  | —  | —  |            | Listen                                                         |
| 2015                                                  | "Salted Wound"                         | —  | —  | 70  | —  | —  | —  |            | Fifty Shades of Grey: Original Motion Picture Soundtrack       |
| 2015                                                  | "My Love"                              | 76 | —  | —   | —  | —  | —  |            | The Twilight Saga: Eclipse: Original Motion Picture Soundtrack |
| 2016                                                  | "Move Your Body" (Alan Walker Remix)   | 41 | —  | 62  | —  | 2  | —  |            | This Is Acting (Deluxe edition)                                |
| 2016                                                  | "Confetti"                             | —  | —  | 71  | —  | —  | —  |            | This Is Acting (Deluxe edition)                                |
| 2016                                                  | "Midnight Decisions"                   | —  | —  | 146 | —  | —  | —  |            | This Is Acting (Deluxe edition)                                |
| 2016                                                  | "Jesus Wept"                           | —  | —  | —   | —  | —  | —  |            | This Is Acting (Deluxe edition)                                |
| 2016                                                  | "Helium"                               | —  | 74 | 10  | 30 | —  | 71 |            | Fifty Shades Darker soundtrack                                 |
| "—" indica uma obra que não entrou na tabela musical. |                                        |    |    |     |    |    |    |            |                                                                |

## Vídeos musicais
| Ano  | Obra                                                      | Diretor(es)                 |
| ---- | --------------------------------------------------------- | --------------------------- |
| 2000 | "Taken for Granted" (Versão original)                     | Matthew Bate                |
| 2000 | "Taken for Granted" (Versão alternativa)                  | Fatima Robinson             |
| 2000 | "Little Man"                                              | Cassius Coleman             |
| 2004 | "Breathe Me"                                              | Sia Furler, Daniel Askill   |
| 2004 | "Numb"                                                    | Sia Furler, Clemens Habicht |
| 2006 | "Sunday"                                                  | Sia Furler                  |
| 2006 | "Don't Bring Me Down"                                     | Nik Fackler                 |
| 2007 | "Pictures"                                                | Sia Furler                  |
| 2007 | "Buttons"                                                 | Kris Moyes                  |
| 2008 | "Day Too Soon"                                            | Cat Solen                   |
| 2008 | "The Girl You Lost to Cocaine"                            | Kris Moyes                  |
| 2008 | "Soon We'll Be Found"                                     | Claire Carré                |
| 2009 | "You've Changed"                                          | Dennis Liu                  |
| 2010 | "Clap Your Hands"                                         | Kris Moyes                  |
| 2010 | "I'm in Here"                                             | David Altobelli             |
| 2011 | "I Love It" (Hilltop Hoods ft Sia)                        | Carl Allison, Nick Kozakis  |
| 2011 | "Titanium" (David Guetta ft Sia)                          | David Wilson                |
| 2012 | "Wild Ones" (Flo Rida ft Sia)                             | Erik White                  |
| 2012 | "She Wolf (Falling to Pieces)" (David Guetta ft Sia)      | Hiro Murai                  |
| 2013 | "Elastic Heart" (para The Hunger Games: Catching Fire)    | Sia Furler                  |
| 2014 | "Chandelier"                                              | Sia, Daniel Askill          |
| 2014 | "You're Never Fully Dressed Without a Smile" (para Annie) | Desconhecido                |
| 2014 | "Battle Cry" (Angel Haze ft Sia)                          | Desconhecido                |
| 2014 | "Guts Over Fear" (Eminem ft Sia)                          | Syndrome                    |
| 2015 | "Elastic Heart" (versão solo)                             | Sia, Daniel Askill          |
| 2015 | "Big Girls Cry"                                           | Sia, Daniel Askill          |
| 2015 | "Fire Meet Gasoline"                                      | Francesco Carrozzini        |
| 2015 | "California Dreamin'" (from San Andreas)                  | Desconhecido                |
| 2015 | "Golden" (Travie McCoy ft Sia)                            | Desconhecido                |
| 2015 | "Déjà Vu" (Giorgio Moroder ft Sia)                        | Alexandra Dahlström         |
| 2015 | "Alive"                                                   | Sia, Daniel Askill          |
| 2016 | "Cheap Thrills"                                           | Sia, Daniel Askill          |
| 2016 | "The Greatest"                                            | Sia, Daniel Askill          |
| 2016 | "Wolves" (Kanye West ft Sia & Vic Mensa)                  | Steven Klein                |
| 2017 | "Never Give Up"                                           | Lior Molcho                 |
| 2017 | "Move Your Body" (Single Mix)                             | Lior Molcho                 |
| 2017 | "Waterfall" (Stargate ft. P!nk, Sia)                      | Malia James                 |
| 2017 | "Rainbow"                                                 | Daniel Askill               |
| 2018 | "Flames" (David Guetta ft. Sia)                           | Lior Molcho                 |
| 2018 | "Audio" (ft. Diplo, Labrinth)                             | Ben Jones                   |
| 2018 | "Genius" (ft. Diplo, Labrinth)                            | Ben Jones                   |
| 2018 | "Thunderclouds" (ft. Diplo, Labrinth)                     | Ernest Desumbila            |
| 2019 | "No New Friends" (ft. Diplo, Labrinth)                    | Dano Cerny                  |

## Canções e outras aparições
| Ano  | Obra                                                  | Artista                                           | Álbum                                                     | Contribuição                                                    |
| ---- | ----------------------------------------------------- | ------------------------------------------------- | --------------------------------------------------------- | --------------------------------------------------------------- |
| 2001 | "Distractions"                                        | Zero 7                                            | Simple Things                                             | Co-writer Vocalist                                              |
| 2004 | "Speed Dial No. 2"                                    | Zero 7                                            | When It Falls                                             | Co-writer Vocalist                                              |
| 2006 | "Utopía"                                              | Belinda                                           | Utopía                                                    | Co-writer Vocalist                                              |
| 2007 | "I Go to Sleep"                                       | Sia                                               | Sounds Eclectic: The Covers Project                       | Vocalist                                                        |
| 2008 | "You Don't Know"                                      | Will Young                                        | Let It Go                                                 | Co-writer                                                       |
| 2009 | "Wicked Game"                                         | Peter Jöback                                      | East Side Stories                                         | Featured vocalist                                               |
| 2009 | "You Don't Have to Be a Prostitute"                   | Flight of the Conchords                           | I Told You I Was Freaky                                   | Background vocalist                                             |
| 2009 | "Carol Brown"                                         | Flight of the Conchords                           | I Told You I Was Freaky                                   | Background vocalist                                             |
| 2010 | "Never So Big"                                        | David Byrne e Fatboy Slim                         | Here Lies Love                                            | Co-writer e featured vocalist                                   |
| 2010 | "Sweet One"                                           | Katie Noonan e The Captains                       | Emperor's Box                                             | Co-writer e featured vocalist                                   |
| 2010 | "You Lost Me"                                         | Christina Aguilera                                | Bionic                                                    | Co-writer e vocal producer                                      |
| 2010 | "All I Need"                                          | Christina Aguilera                                | Bionic                                                    | Co-writer e vocal producer                                      |
| 2010 | "I Am"                                                | Christina Aguilera                                | Bionic                                                    | Co-writer e vocal producer                                      |
| 2010 | "Stronger Than Ever"                                  | Christina Aguilera                                | Bionic                                                    | Co-writer e vocal producer                                      |
| 2010 | "Bound to You"                                        | Christina Aguilera                                | Burlesque: Original Motion Picture Soundtrack             | Co-writer                                                       |
| 2011 | "My Love"                                             | Sia                                               | The Twilight Saga: Eclipse                                | Co-writer e vocalist                                            |
| 2011 | "Get Over U"                                          | Neon Hitch                                        | Non-album single                                          | Co-writer                                                       |
| 2012 | "Dragging You Around"                                 | Greg Laswell                                      | Landline                                                  | Co-writer e featured vocalist                                   |
| 2012 | "Blank Page"                                          | Christina Aguilera                                | Lotus                                                     | Co-writer                                                       |
| 2012 | "Diamonds"                                            | Rihanna                                           | Unapologetic                                              | Co-writer                                                       |
| 2012 | "Let Me Love You (Until You Learn to Love Yourself)"  | Ne-Yo                                             | R.E.D.                                                    | Co-writer                                                       |
| 2012 | "Radioactive"                                         | Rita Ora                                          | ORA                                                       | Co-writer                                                       |
| 2012 | "Kill, Fuck, Marry"                                   | Nikki Williams                                    | —                                                         | Co-writer                                                       |
| 2013 | "Kill and Run"                                        | Sia                                               | The Great Gatsby: Music from Baz Luhrmann's Film          | Co-writer and vocalist                                          |
| 2013 | "Loved Me Back to Life"                               | Celine Dion                                       | Loved Me Back to Life                                     | Co-writer                                                       |
| 2013 | "Acid Rain"                                           | Alexis Jordan                                     | —                                                         | Co-writer                                                       |
| 2013 | "Strange Bird"                                        | Birdy                                             | Fire Within                                               | Co-writer                                                       |
| 2013 | "Green Card"                                          | Oh Land                                           | Wish Bone                                                 | Co-writer                                                       |
| 2013 | "The Hands I Hold"                                    | Bo Bruce                                          | Before I Sleep                                            | Co-writer                                                       |
| 2013 | "Gentlemen"                                           | Jessica Sanchez                                   | Me, You & the Music                                       | Co-writer                                                       |
| 2013 | "Double Rainbow"                                      | Katy Perry                                        | Prism                                                     | Co-writer                                                       |
| 2013 | "Breathe"                                             | Jessie J                                          | Alive                                                     | Co-writer                                                       |
| 2013 | "Unite"                                               | Jessie J                                          | Alive                                                     | Co-writer                                                       |
| 2013 | "Perfume"                                             | Britney Spears                                    | Britney Jean                                              | Co-writer e backing vocalist                                    |
| 2013 | "Passenger"                                           | Britney Spears                                    | Britney Jean                                              | Co-writer e backing vocalist                                    |
| 2013 | "Brightest Morning Star"                              | Britney Spears                                    | Britney Jean                                              | Co-writer e backing vocalist                                    |
| 2013 | "Beautiful Pain"                                      | Eminem ft Sia                                     | The Marshall Mathers LP 2                                 | Co-writer e featured vocalist                                   |
| 2013 | "Standing on the Sun"                                 | Beyoncé                                           | H&M Spring Summer 2013                                    | Co-writer e backing vocalist                                    |
| 2013 | "Pretty Hurts"                                        | Beyoncé                                           | Beyoncé                                                   | Co-writer                                                       |
| 2013 | "God Made You Beautiful"                              | Beyoncé                                           | Life Is But a Dream                                       | Co-writer                                                       |
| 2013 | "Dim the Lights"                                      | CREEP                                             | Echoes                                                    | Co-writer e featured vocalist                                   |
| 2014 | "Cannonball"                                          | Lea Michele                                       | Louder                                                    | Co-writer e backing vocalist                                    |
| 2014 | "Battlefield"                                         | Lea Michele                                       | Louder                                                    | Co-writer e backing vocalist                                    |
| 2014 | "You're Mine"                                         | Lea Michele                                       | Louder                                                    | Co-writer                                                       |
| 2014 | "If You Say So"                                       | Lea Michele                                       | Louder                                                    | Co-writer                                                       |
| 2014 | "Into the Blue"                                       | Kylie Minogue                                     | Kiss Me Once                                              | Executive producer                                              |
| 2014 | "Million Miles"                                       | Kylie Minogue                                     | Kiss Me Once                                              | Executive producer                                              |
| 2014 | "I Was Gonna Cancel"                                  | Kylie Minogue                                     | Kiss Me Once                                              | Executive producer                                              |
| 2014 | "Sexy Love"                                           | Kylie Minogue                                     | Kiss Me Once                                              | Executive producer                                              |
| 2014 | "Feels So Good"                                       | Kylie Minogue                                     | Kiss Me Once                                              | Executive producer                                              |
| 2014 | "If Only"                                             | Kylie Minogue                                     | Kiss Me Once                                              | Executive producer                                              |
| 2014 | "Les Sex"                                             | Kylie Minogue                                     | Kiss Me Once                                              | Executive producer                                              |
| 2014 | "Beautiful"                                           | Kylie Minogue                                     | Kiss Me Once                                              | Executive producer                                              |
| 2014 | "Fine"                                                | Kylie Minogue                                     | Kiss Me Once                                              | Executive producer                                              |
| 2014 | "Sexercize"                                           | Kylie Minogue                                     | Kiss Me Once                                              | Co-writer e executive producer                                  |
| 2014 | "Kiss Me Once"                                        | Kylie Minogue                                     | Kiss Me Once                                              | Writer e executive producer                                     |
| 2014 | "Chasing Shadows"                                     | Shakira                                           | Shakira                                                   | Co-writer e backing vocalist                                    |
| 2014 | "We Are One (Ole Ola)"                                | Pitbull ft Jennifer Lopez e Claudia Leitte        | One Love, One Rhythm                                      | Co-writer                                                       |
| 2014 | "Expertease (Ready Set Go)"                           | Jennifer Lopez                                    | A.K.A                                                     | Co-writer e backing vocalist                                    |
| 2014 | "Pop Rock"                                            | Brooke Candy                                      | Opulence EP                                               | Co-writer e backing vocalist                                    |
| 2014 | "Opulence"                                            | Brooke Candy                                      | Opulence EP                                               | Co-writer                                                       |
| 2014 | "Godzillinaire"                                       | Brooke Candy                                      | Opulence EP                                               | Co-writer                                                       |
| 2014 | "Guts Over Fear"                                      | Eminem ft Sia                                     | Shady XV                                                  | Co-writer e featured vocalist                                   |
| 2014 | "My Heart Is Open"                                    | Maroon 5 ft Gwen Stefani                          | V                                                         | Co-writer                                                       |
| 2014 | "Firecracker"                                         | Cheryl                                            | Only Human                                                |                                                                 |
| 2014 | "Push (Feeling Good on a Wednesday)"                  | Randy Marsh as Lorde                              | —                                                         | Vocalist                                                        |
| 2014 | "Bang My Head"                                        | David Guetta ft Sia                               | Listen                                                    | Co-writer e featured vocalist                                   |
| 2014 | "The Whisperer"                                       | David Guetta ft Sia                               | Listen                                                    | Co-writer e featured vocalist                                   |
| 2014 | "Moonquake Lake"                                      | Sia ft Beck                                       | Annie                                                     | Co-writer e vocalist                                            |
| 2014 | "I Think I'm Gonna Like It Here (para o filme Annie)" | Rose Byrne, Stephanie Kurtzuba, Quvenzhané Wallis | Annie                                                     | Co-writer                                                       |
| 2014 | "Little Girls (para o filme Annie)"                   | Cameron Diaz                                      | Annie                                                     | Co-writer                                                       |
| 2014 | "The City's Yours (para o filme Annie)"               | Jamie Foxx, Quvenzhané Wallis                     | Annie                                                     | Co-writer                                                       |
| 2014 | "Opportunity (para o filme Annie)"                    | Quvenzhané Wallis                                 | Annie                                                     | Co-writer                                                       |
| 2014 | "Easy Street (para o filme Annie)"                    | Bobby Cannavale, Cameron Diaz                     | Annie                                                     | Co-writer                                                       |
| 2014 | "Who Am I? (para o filme Annie)"                      | Cameron Diaz, Jamie Foxx, Quvenzhané Wallis       | Annie                                                     | Co-writer                                                       |
| 2014 | "I Don't Need Anything but You (para o filme Annie)"  | Rose Byrne, Jamie Foxx, Quvenzhané Wallis         | Annie                                                     | Co-writer                                                       |
| 2015 | "Salted Wound"                                        | Sia                                               | Fifty Shades of Grey (Original Motion Picture Soundtrack) | Co-writer e vocalist                                            |
| 2015 | "Throw Down the Roses"                                | Kate Pierson                                      | Guitars and Microphones                                   | Co-writer, executive producer, backing vocalist e percussionist |
| 2015 | "Bring Your Arms"                                     | Kate Pierson                                      | Guitars and Microphones                                   | Co-writer, executive producer e backing vocalist                |
| 2015 | "Matrix"                                              | Kate Pierson                                      | Guitars and Microphones                                   | Co-writer, executive producer e backing vocalist                |
| 2015 | "Pulls You Under"                                     | Kate Pierson                                      | Guitars and Microphones                                   | Co-writer, executive producer e backing vocalist                |
| 2015 | "Mister Sister"                                       | Kate Pierson                                      | Guitars and Microphones                                   | Co-writer e executive producer                                  |
| 2015 | "Guitars and Microphones"                             | Kate Pierson                                      | Guitars and Microphones                                   | Co-writer e executive producer                                  |
| 2015 | "Crush Me With Your Love"                             | Kate Pierson                                      | Guitars and Microphones                                   | Co-writer e executive producer                                  |
| 2015 | "Bottoms Up"                                          | Kate Pierson                                      | Guitars and Microphones                                   | Co-writer e executive producer                                  |
| 2015 | "Time Wave Zero"                                      | Kate Pierson                                      | Guitars and Microphones                                   | Co-writer e executive producer                                  |
| 2015 | "Wolves"                                              | Kate Pierson                                      | Guitars and Microphones                                   | Executive producer                                              |
| 2015 | "Invincible"                                          | Kelly Clarkson                                    | Piece by Piece                                            | Co-writer                                                       |
| 2015 | "Let Your Tears Fall"                                 | Kelly Clarkson                                    | Piece by Piece                                            | Co-writer                                                       |
| 2015 | "Wolves"                                              | Kanye West ft Sia e Vic Mensa                     | The Life of Pablo                                         | Featured vocalist                                               |
| 2015 | "Beautiful People"                                    | Wiz Khalifa ft Sia                                | —                                                         | Featured vocalist                                               |
| 2015 | "Freeze You Out"                                      | Marina Kaye                                       | Fearless                                                  | Writer                                                          |
| 2015 | "Flashlight"                                          | Jessie J                                          | Pitch Perfect 2: Original Motion Picture Soundtrack       | Co-writer                                                       |
| 2015 | "California Dreamin"                                  | Sia                                               | San Andreas: Original Motion Picture Soundtrack           | Vocalist                                                        |
| 2015 | "Boy Problems"                                        | Carly Rae Jepsen                                  | Emotion                                                   | Co-writer                                                       |
| 2015 | "Making the Most of the Night"                        | Carly Rae Jepsen                                  | Emotion                                                   | Co-writer                                                       |
| 2015 | "Golden"                                              | Travie McCoy ft Sia                               | Rough Water                                               | Co-writer e featured artist                                     |
| 2015 | "Je Te Pardonne"                                      | Maître Gims ft Sia                                | Mon cœur avait raison                                     | Featured artist                                                 |
| 2015 | "Try Everything"                                      | Shakira                                           | Zootopia                                                  | Co-writer                                                       |
| 2015 | "Round Your Little Finger"                            | Katharine McPhee                                  | Hysteria                                                  | Co-writer                                                       |
| 2015 | "Like a River Runs"                                   | Bleachers                                         | Terrible Thrills, Vol. 2                                  | Featured artist                                                 |
| 2015 | "One Candle"                                          | J Ralph                                           | Racing Extinction Soundtrack                              | Featured artist                                                 |
| 2015 | "Angel by the Wings"                                  | Sia                                               | The Eagle Huntress Soundtrack                             | Co-writer e vocalist                                            |
| 2015 | "Rock Bottom"                                         | Marco Mengoni                                     | Le cose che non ho                                        | Co-writer                                                       |
| 2016 | "Oasis"                                               | Kygo ft Foxes                                     | Cloud Nine                                                | Co-writer                                                       |
| 2016 | "Waving Goodbye"                                      | Sia                                               | The Neon Demon soundtrack                                 | Co-writer e vocalist                                            |
| 2016 | "Unforgettable"                                       | Sia                                               | Finding Dory: Original Motion Picture Soundtrack          | Vocalist                                                        |
| 2016 | "Sledgehammer"                                        | Rihanna                                           | Star Trek: Beyond Original Motion Picture Soundtrack      | Co-writer                                                       |
| 2016 | "Unstoppable (Perfect Isn't Pretty)"                  | Sia ft Ariel Rechtshaid, Pusha T e Olodum         | Rio 2016 Olympic Games Film Soundtrack                    | Co-writer e vocalist                                            |
| 2016 | "Blackbird"                                           | Sia                                               | The Beat Bugs soundtrack                                  | Vocalist                                                        |
| 2016 | "Telepathy"                                           | Christina Aguilera ft Nile Rodgers                | The Get Down soundtrack                                   | Co-writer                                                       |
| 2016 | "Satisfied"                                           | Sia ft Miguel e Queen Latifah                     | The Hamilton Mixtape                                      | Vocalist                                                        |
| 2016 | "Never Give Up"                                       | Sia                                               | Lion Movie Soundtrack                                     | Co-writer e Vocalist                                            |
| 2017 | "Magical"                                             | Demi Lovato                                       | Charming Soundtrack                                       | Co-writer                                                       |
| 2017 | "Balladino                                            | Sia                                               | Charming Soundtrack                                       | Co-writer e Vocalist                                            |
| 2017 | "Best Day Ever"                                       | Blondie                                           | Pollinator                                                | Co-writer                                                       |
| 2017 | "Chained to The Rhythm" (ft Skip Marley)              | Katy Perry                                        | Witness                                                   | Co-writer and Backing Vocals                                    |
| 2017 | "Waterfall" (ft Sia, P!nk)                            | Stargate                                          | Desconhecido                                              | Co-writer and Vocalist                                          |
| 2017 | "Quit" (ft Ariana Grande)                             | Cashmere Cat                                      | 9                                                         | Co-writer                                                       |
| 2017 | "Devil in Me"                                         | Hasley                                            | Hopeless Fountain Kingdom                                 | Co-writer                                                       |
| 2017 | "Crying in the Club"                                  | Camila Cabello                                    | The Hurting, The Healing, The Loving                      | Co-writer                                                       |